# Canon (àlbum)
Canon és un àlbum recopilatori de la cantant i compositora Ani DiFranco publicat al 2007.
Es tracta d'un àlbum doble (subtitulats Canon One i Canon Two) que comprèn tota la discografia de DiFranco, des del seu primer disc d'estudi, Ani DiFranco (1990), fins a l’últim publicat fins a la data, Reprieve (2006).
DiFranco va seleccionar personalment les trenta-sis cançons que apareixen a Canon, i per a cinc d’elles va enregistrar noves versions; «Napoleon», «Shameless», «Your Next Bold Move», «Both Hands» i «Overlap».
L’àlbum va arribar a la posició 11 de la llista Independent Albums i a la 89 de la Billboard 200, ambdues publicades per Billboard.

## Llista de cançons
Totes les cançons foren escrites i compostes per Ani DiFranco. 
| 1.  | «Fire Door»                      | Like I Said (1993), originalment a Ani DiFranco (1990)      | 2:58 |
| 2.  | «God's Country»                  | Puddle Dive (1993)                                          | 2:49 |
| 3.  | «You Had Time»                   | Out of Range (1994)                                         | 5:48 |
| 4.  | «Buildings and Bridges»          | Out of Range (1994)                                         | 4:02 |
| 5.  | «Coming Up»                      | Not a Pretty Girl (1995)                                    | 2:30 |
| 6.  | «Cradle & All»                   | Not a Pretty Girl (1995)                                    | 4:18 |
| 7.  | «Shy»                            | Not a Pretty Girl (1995)                                    | 4:46 |
| 8.  | «32 Flavors»                     | Not a Pretty Girl (1995)                                    | 6:07 |
| 9.  | «Dilate»                         | Dilate (1996)                                               | 4:47 |
| 10. | «Distracted»                     | Living in Clip (1997)                                       | 1:09 |
| 11. | «Gravel»                         | Living in Clip (1997), orig. a Little Plastic Castle (1998) | 4:13 |
| 12. | «Untouchable Face»               | Living in Clip (1997), orig. a Dilate (1996)                | 3:37 |
| 13. | «Joyful Girl»                    | Living in Clip (1997), orig. a Dilate (1996)                | 4:30 |
| 14. | «Little Plastic Castle»          | Little Plastic Castle (1998)                                | 4:04 |
| 15. | «Fuel»                           | Little Plastic Castle (1998)                                | 4:01 |
| 16. | «As Is»                          | Little Plastic Castle (1998)                                | 4:06 |
| 17. | «Napoleon» (nou enregistrament)  | orig. a Dilate (1996)                                       | 4:38 |
| 18. | «Shameless» (nou enregistrament) | orig. a Dilate (1996)                                       | 4:10 |

| 1.  | «Hello Birmingham»                         | To the Teeth (1999)         | 5:19 |
| 2.  | «This Box Contains»                        | Reckoning (2002)            | 0:29 |
| 3.  | «Grey»                                     | Reckoning (2002)            | 5:11 |
| 4.  | «Prison Prism»                             | Reckoning (2002)            | 1:35 |
| 5.  | «Marrow»                                   | Revelling (2002)            | 5:19 |
| 6.  | «Here for Now»                             | Evolve (2003)               | 3:06 |
| 7.  | «Subdivision»                              | Reckoning (2002)            | 3:46 |
| 8.  | «Rain Check»                               | Educated Guess (2004)       | 4:00 |
| 9.  | «Swim»                                     | Educated Guess (2004)       | 3:06 |
| 10. | «Paradigm»                                 | Knuckle Down (2005)         | 4:34 |
| 11. | «Manhole»                                  | Knuckle Down (2005)         | 3:44 |
| 12. | «Studying Stones»                          | Knuckle Down (2005)         | 3:51 |
| 13. | «Hypnotized»                               | Reprieve (2006)             | 4:12 |
| 14. | «78% H2O»                                  | Reprieve (2006)             | 3:31 |
| 15. | «Millenium Theater»                        | Reprieve (2006)             | 3:16 |
| 16. | «Your Next Bold Move» (nou enregistrament) | orig. a Reckoning (2002)    | 4:59 |
| 17. | «Both Hands» (nou enregistrament)          | orig. a Ani DiFranco (1990) | 3:22 |
| 18. | «Overlap» (nou enregistrament)             | orig. a Out of Range (1994) | 5:20 |

## Personal

### Canon One
- Ani DiFranco – veu, guitarra acústica, piano, sansa, percussió, steel guitar, guitarra elèctrica, tenor guitar
- Andy Stochansky – bateria, percussió, veu de fons
- Jerry Marotta – bateria
- Allison Miller – bateria
- Sara Lee – baix, veu de fons
- Jason Mercer – baix
- Alisdair Jones – baix
- Todd Sickafoose – baix
- Mike Dillon – vibràfon
- Joseph Arthur – veu de fons
- Greg Dulli – piano Wurlitzer
- Gary Slechta – trompeta
- Jon Blondell – trombó
- Michael Ramos – orgue Hammond
- Rory Mcleod – harmònica

### Canon Two
- Ani DiFranco – veu, guitarra acústica, guitarra elèctrica, guitarra baríton, sacsejador, efectes de so, piano Wurlitzer, percussió, vibràfon
- Jason Mercer – baix elèctric, contrabaix
- Todd Sickafoose –contrabaix, piano Wurlitzer, baix acústic, piano, harmònium
- David Torkanowsky – baix, teclats, percussió, piano Wurlitzer
- Julie Wolf – piano, orgue, piano Rhodes, acordió, melòdica, clavinet, veu de fons
- Daren Hahn – bateria, percussió, sacsejador
- Jay Bellerose – bateria, percussió
- Mike Dillon – vibràfon, percussió
- Alison Miller – bateria, percussió
- Andrew Bird – violí, glockenspiel, xiuleig
- Patrick Warren – chamberlin, piano, sampleig
- Tony Scherr – guitarra elèctrica
- Noe Veneble – veu de fons
- Niki Haris – veu de fons
- Hans Teuber – clarinet, saxòfon, flauta, veu de fons
- Shane Endsley – trompeta, sacsejador
- Ravi Best – trompeta, veu de fons
- Todd Horton – trompeta, fliscorn

### Producció
- Producció – Ani DiFranco
- Enregistrament – Mike Napolitano
- Mescla – Ani DiFranco, Mike Napolitano
- Masterització – Bruce Barielle
- Direcció artística – Ani DiFranco, Brian Grunert
- Disseny – Brian Grunert, Tim Staszak
- Pintura – Thomas Kegler
- Fotografia – Danny Clinch, Scot Fisher, Eric Frick

## Llistes
| Llista (2007)      | Posició |
| ------------------ | ------- |
| Independent Albums | 11      |
| Billboard 200      | 89      |

Ambdues llistes publicades per Billboard.